# Dixon (Nebraska)
Dixon est un village du comté de Dixon, dans l'État du Nebraska, aux États-Unis. En 2020, il comptait une population de 77 habitants.